# 田中農業協同組合
田中農業協同組合（たなかのうぎょうきょうどうくみあい）は、千葉県柏市に本所を置いていた農業協同組合。2010年（平成22年）1月1日、市川市農業協同組合と合併した。